# Dendrophthora mirandensis
Dendrophthora mirandensis är en sandelträdsväxtart som beskrevs av Kuijt. Dendrophthora mirandensis ingår i släktet Dendrophthora och familjen sandelträdsväxter. Inga underarter finns listade i Catalogue of Life.